# 아웃사이더 (1983년 영화)
《아웃사이더》(영어: The Outsiders)는 1983년 개봉한 미국의 성장 범죄 드라마 영화이다.

## 줄거리
1965년 오클라호마주 털사. 대리는 최근 부모님을 교통 사고로 잃고 동생 소다팝과 포니보이를 돌보고 있다. 이 지역의 청소년 소문화는 부유한 속(Socs)과 가난한 그리서(Greasers) 두 집단을 중심으로 구성돼있으며, 포니보이는 후자에 속한다.
포니보이는 같은 그리서인 조니와 공원에 있다가 속에게 공격을 받는다. 포니보이가 분수대에서 익사하기 직전 조니가 대항해 속 한 명을 찔러 죽인 뒤 두 사람은 경찰을 피해 버려진 시골 교회 안에서 지낸다.
하루는 두 사람이 밖에 나갔다가 돌아와보니 교회에 불이 나 있고, 아이들이 그 안에 갇혀 있다는 것을 알게 된다. 포니보이와 조니는 아이들을 구출하러 교회 안으로 들어가는데...

## 출연진
- C. 토머스 하월 - 포니보이 "포니" 커티스 역
- 랠프 마치오 - 조니 케이드 역
- 맷 딜런 - 댈러스 "댈리" 윈스턴 역
- 패트릭 스웨이지 - 대럴 "대리" 커티스 역
- 롭 로 - 소다팝 "소다" 커티스 역
- 에밀리오 에스테베즈 - 키스 "투비트" 매슈스 역
- 톰 크루즈 - 스티브 랜들 역
- 글렌 위스로 - 팀 셰퍼드 역
- 다이앤 레인 - 셰리 "체리" 밸런스 역
- 레이프 개릿 - 밥 셸던 역
- 대런 돌턴 - 랜디 앤더슨 역
- 미셸 메이링크 - 마샤 역
- 게일러드 사테인 - 제리 역
- 톰 웨이츠 - 벅 메릴 역
- 도미노 - 소녀 역
- 캠 닐리 - 속 2 역 (크레디트 미기재)
- 플리 - 속 3 역 (크레디트 미기재)